# Callilitha
Callilitha és un gènere d'arnes de la família Crambidae.

## Taxonomia
- Callilitha boharti Munroe, 1959
- Callilitha tenaruensis Munroe, 1959